# Liste der Bodendenkmale in Geyer
In der Liste der Bodendenkmale in Geyer sind die Bodendenkmale der Stadt Geyer und ihrer Ortsteile nach dem Stand der Auflistung von Volkmar Geupel aus dem Jahr 1983 aufgelistet. Eventuelle Änderungen und Ergänzungen, insbesondere aus der Zeit nach der Wende, sind nicht berücksichtigt, da für Sachsen aktuell keine neueren allgemein zugänglichen Bodendenkmallisten vorliegen. Die Baudenkmale sind in der Liste der Kulturdenkmale in Geyer aufgeführt.
| Denkmal-ID | Fundart          | Ortsteil | Bezeichnung | Zeitstellung    | Lage                                                               | Bemerkungen                                    | Bild |
| ---------- | ---------------- | -------- | ----------- | --------------- | ------------------------------------------------------------------ | ---------------------------------------------- | ---- |
| ?          | besonderer Stein | Geyer    | Steinkreuz  | Spätmittelalter | nordöstlicher Ortsrand, Garten des Grundstücks Am Ziegelsberg 380c | Schwerteinzeichnung, Schutz seit 25. März 1963 |      |